# Holcus rigidus
Holcus rigidus är en gräsart som beskrevs av Ferdinand von Hochstetter och Moritz August Seubert. Holcus rigidus ingår i släktet mjuktåtlar, och familjen gräs. Inga underarter finns listade i Catalogue of Life.